# Port lotniczy Alicante-Elche
Port lotniczy Alicante-Elche (hisz.Aeropuerto de Alicante-Elche Miguel Hernández) (IATA: ALC, ICAO: LEAL) – międzynarodowy port lotniczy znajdujący się we wspólnocie autonomicznej Walencja. Położony jest 8 km od centrum Alicante i 133 km na południe od centrum Walencji. W 2024 obsłużył 18,4  mln pasażerów.
Nowy terminal został otwarty 23 marca  2011. Terminale T1 oraz T2 zostały zamknięte.

## Linie lotnicze i połączenia
| Linia Lotnicza        | Kierunek |
| --------------------- | --- |
| Aer Lingus            | 1. Dublin |
| Air Algerie           | 1. Algier 2. Oran |
| airBaltic             | Sezonowo: 1. Ryga |
| Air Europa            | 1. Madryt 2. Palma de Mallorca |
| British Airways       | 1. Londyn-Gatwick |
| Brussels Airlines     | 1. Bruksela |
| EasyJet               | 1. / Bazylea 2. Belfast-International 3. Birmingham 4. Bristol 5. Edynburg 6. Genewa 7. Glasgow 8. Liverpool 9. Londyn-Gatwick 10. Londyn-Luton 11. Londyn-Southend 12. Manchester 13. Neapol Sezonowo: 1. Amsterdam 2. Belfast-City 3. Lille 4. Lyon 5. Nantes 6. Newcastle 7. Nicea 8. Praga 9. Southampton 10. Zurych |
| Eurowings             | 1. Kolonia/Bonn 2. Düsseldorf 3. Praga Sezonowo: 1. Berlin 2. Hamburg 3. Stuttgart |
| Finnair               | 1. Helsinki |
| FlyOne                | 1. Kiszyniów (od 7 czerwca 2025) |
| Iberia                | 1. Ibiza 2. Madryt |
| Icelandair            | 1. Reykjavik-Keflavík |
| Jet2.com              | 1. Belfast-International 2. Birmingham 3. Bristol 4. East Midlands 5. Edynburg 6. Glasgow 7. Leeds/Bradford 8. Liverpool 9. Londyn-Stansted 10. Manchester 11. Newcastle |
| KLM                   | 1. Amsterdam |
| Lufthansa             | 1. Frankfurt 2. Monachium |
| Norwegian Air Shuttle | 1. Ålesund 2. Bergen 3. Kopenhaga 4. Göteborg 5. Haugesund 6. Helsinki 7. Monachium 8. Oslo-Gardermoen 9. Ryga 10. Stavanger 11. Sztokholm-Arlanda 12. Sztokholm-Skavsta 13. Trondheim Sezonowo: 1. Aalborg 2. Aarhus 3. Billund |
| PLAY                  | 1. Reykjavik-Keflavík |
| Ryanair               | 1. Paryż-Beauvais 2. Belfast-International 3. Mediolan-Bergamo 4. Billund 5. Birmingham 6. Bournemouth 7. Brema 8. Bristol 9. Bruksela-Charleroi 10. Budapeszt 11. Bydgoszcz 12. Kolonia/Bonn 13. Kopenhaga 14. Cork 15. Dublin 16. East Midlands 17. Edynburg 18. Eindhoven 19. Exeter 20. Gdańsk 21. Glasgow 22. Glasgow-Prestwick 23. Göteborg 24. Hamburg 25. Frankfurt-Hahn 26. Helsinki 27. Ibiza 28. Karlsruhe/Baden-Baden 29. Kowno 30. Klagenfurt 31. Kraków 32. Leeds/Bradford 33. Linz 34. Liverpool 35. Łódź 36. Londyn-Gatwick 37. Londyn-Luton 38. Londyn-Stansted 39. Maastricht Aachen 40. Manchester 41. Marrakesz 42. Marsylia 43. Mediolan-Malpensa 44. Memmingen 45. Newcastle 46. Newquay 47. Norymberga 48. Palma de Mallorca 49. Pardubice 50. Porto 51. Poznań 52. Oslo-Torp 53. Salzburg 54. Santander 55. Santiago de Compostela 56. Sewilla 57. Shannon 58. Sztokholm-Arlanda 59. Teesside 60. Teneryfa-Północ 61. Tetuan 62. Tuluza 63. Treviso 64. Wiedeń 65. Vitoria 66. Warszawa-Chopin 67. Warszawa-Modlin 68. Weeze 69. Wrocław Sezonowo: 1. Aberdeen 2. Bari 3. Berlin 4. Bolonia 5. Bordeaux 6. Fez 7. Kerry 8. Knock 9. Lanzarote 10. Lizbona 11. Menorka 12. Paderborn/Lippstadt 13. Rzeszów 14. Rzym-Fiumicino 15. Sztokholm-Västerås 16. Turyn 17. Växjö |
| SAS                   | 1. Kopenhaga 2. Oslo-Gardermoen 3. Sztokholm-Arlanda Sezonowo: 1. Bergen 2. Göteborg 3. Kristiansand 4. Stavanger 5. Trondheim |
| SWISS                 | 1. Zurych Sezonowo: 1. Genewa |
| TAP Portugal          | Sezonowo: 1. Lizbona |
| Transavia             | 1. Amsterdam 2. Bruksela 3. Eindhoven 4. Paryż-Orly 5. Rotterdam |
| TUI Airways           | 1. Cardiff 2. East Midlands 3. Glasgow 4. Manchester 5. Newcastle Sezonowo: 1. Birmingham 2. Londyn-Gatwick |
| TUI fly Belgium       | 1. Antwerpia 2. Bruksela 3. Liège 4. Ostenda |
| Volotea               | 1. Asturia 2. Bilbao Sezonowo: 1. Luksemburg 2. Lyon 3. Nantes |
| Vueling Airlines      | 1. Amsterdam 2. Algier 3. Barcelona 4. Bilbao 5. Bruksela 6. Cardiff 7. Gran Canaria 8. Oran 9. Palma de Mallorca 10. Paryż-Orly 11. Rzym-Fiumicino 12. Santiago de Compostela 13. Teneryfa-Północ Sezonowo: 1. Ibiza 2. Londyn-Gatwick |
| Widerøe               | 1. Bergen |
| Wizz Air              | 1. Bukareszt 2. Budapeszt 3. Kluż-Napoka 4. Gdańsk 5. Katowice 6. Rzym-Fiumicino 7. Sofia 8. Warszawa-Chopin |